# Tematangi
Tematangi es un atolón de las Tuamotu, en la Polinesia Francesa, incluido en la comuna de Tureia. Está situado en el sureste del archipiélago, a 160 km al oeste de Mururoa.
Es un atolón deshabitado, de forma triangular y con una laguna interior profunda sin ningún paso abierto al océano. Fue descubierto por el inglés William Bligh en 1792, en su segundo viaje después de sufrir el amotinamiento del Bounty, y lo llamó Lagoon Island. También fue llamado Bligh's Lagoon para diferenciarlo de Cook's Lagoon.
Es el punto más alejado de La Meca en Arabia Saudita, por ende los musulmanes que visiten el lugar podrían rezar en cualquier dirección y aún así apuntarían igual hacía el lugar sagrado (Vahitahi).